# Championnat de Belgique de football de quatrième division 2016-2017
Navigation
saison précédente saison suivante
Le Championnat de Belgique de football D4 2016-2017 est la soixante-cinquième édition du championnat de Championnat belge de « 4e Division ». Mais c'est la toute première édition de ce niveau sous l'appellation «Division 2 Amateur».
Cette compétition est de niveau national mais « régionalisé ». Cette appellation d'apparence paradoxale vient de la volonté de l'URBSFA de conserver son esprit unitaire et de ne pas ce scinder en « Fédérations régionales » comme d'autres sports ont pu le faire.
Cette Division 2 Amateur se répartit en trois séries de 16 clubs. Deux séries composées de 16 clubs situés en Région flamande (ou selon le règlement) affiliés à la VFV - Voetbal Federatie Vlaanderen - et une série avec des clubs du reste du pays (ou selon le règlement) affiliés à l'ACFF - Association des Clubs Francophones de Football -.
Les trois premiers champions de cette nouvelle forme de la "D4 belge" sont Berchem, Châtelet-Farciennes et Knokke.

## Critères de composition
Les clubs formant la première édition de cette Division 2 Amateur sont:
- (28) clubs venant de la Division 3 2015-2016
- (20) clubs venant de la Promotion 2015-2016
  - dont (12) clubs qualifiés directement en fonction des classements 2015-2016
  - dont (4) clubs néerlandophones repêchés pour compléter les séries VFV
  - dont (4) clubs francophones/germanophones repêchés pour compléter la série ACFF.

## Organisation
Ce championnat est géré communément par les deux ailes linguistiques de l'URBSFA: la VFV et l'ACFF
Chaque série est jouée distinctement. Au sein de chaque poule, les équipes se rencontrent en matchs aller/retour et un classement distinct est établi pour chaque série.

### Promotion en D1 Amateur
Le champion de chaque série est promu en Division 1 Amateur. Il y donc deux fois 1 montant « VFV » + une fois 1 montant « ACFF ».
Chaque aile linguistique désigne des cercles de prendre part au « Tour final de D1 Amateur » en compagnie du 13e classé de cette division. Le gagnant du TF D1 Amateur reste ou monte dans cette division.

### Relégation en D3 Amateur
Les relégations se font vers les séries de D3 Amateur de l'aile linguistique concernée.
Dans les deux séries D2 Amateur VFV, les deux derniers classés de chaque série sont relégués vers la « D3 Amateur VFV ». Le 14e classé de chaque série est considéré comme « barragiste » et doit prendre part à un tour final en fin de saison, pour assurer son maintien. Le perdant ne descend que si trois clubs "VFV" descendent de D1 Amateur. Les deux 14e classés descendent si quatre clubs « VFV » quittent la D1 Amateur.
Dans la série D2 Amateur ACCF, les trois derniers classés sont relégués en « D3 Amateur ACFF ». Il n'y a pas de « barragiste » mais un ou plusieurs descendants directs supplémentaires peuvent être désignés en fonction du nombre de clubs "ACFF" qui quittent la D1 Amateur.

## Changements d'appellation

### R. Châtelet SC devient Châtelet-Farciennes SC
À partir du 01/07/2016, le R. Châtelet SC (matricule 725) prend l'appellation de Châtelet-Farciennes SC. Cela à la suite d'accords entre les bourgmestres des deux entités (Châtelet et Farciennes) et de la direction du matricule 725, à la suite de l'arrêt d'activités du R. FC Farciennes (matricule 4776). Le club conserve son matricule 725 et s'installe dans les installations farciennoises du Stade des Marais et récupère divers terrains d'entrainement. Il incorpore de nombreux jeunes du désormais ex-matricule 4476. - Le titre "Royal" doit faire l'objet d'une prorogation du brevet initial car il y a eu un changement de l'appellation officielle.

## Clubs participants 2016-2017
Ces clubs seront désignés au terme des championnats de Division 3 2015-2016 et de Promotion 2015-2016 et sont répartis en 3 séries composées géographiquement : 2 séries de 16 clubs néerlandophones et 1 série de 16 clubs francophones et germanophones.

### D2 Amateur VFV - Série A
| #  | Nom                                       | Mat. | Ville          | Stades                  | Provinces       | En D2-Am depuis | Total en D2-Am | Total Niv. 4 | S. Précédente     |
| -- | ----------------------------------------- | ---- | -------------- | ----------------------- | --------------- | --------------- | -------------- | ------------ | ----------------- |
| 1  | Koninklijke Sport Club Eendracht Aalst    | 90   | Alost          | Pierre Cornelis         | Fl. orientale   | 2016-2017 (1re) | 1 saison       | 3 saisons    | 7e Div 3 série A  |
| 2  | Koninklijke Sportvereniging Bornem        | 342  | Bornem         | Het Breeven             | Anvers          | 2016-2017 (1re) | 1 saison       | 15 saisons   | 14e Div 3 série A |
| 3  | Kon. Oude-Leerlingen St-Augustinus Brakel | 5553 | Brakel         | OLSA                    | Fl. orientale   | 2016-2017 (1re) | 1 saison       | 11 saisons   | 10e Div 3 série A |
| 4  | Sport Kring Sint-Niklaas                  | 9264 | Nieuwkerken/W. | Meesterstraat           | Fl. orientale   | 2016-2017 (1re) | 1 saison       | 3 saisons    | 13e Div 3 série A |
| 5  | Koninklijke Racing Club Gent              | 11   | Gand           | PGB                     | Fl. orientale   | 2016-2017 (1re) | 1 saison       | 28 saisons   | 12e Div 3 série A |
| 6  | Football Club Gullegem                    | 9512 | Gullegem       | FC Gullegem             | Fl. occidentale | 2016-2017 (1re) | 1 saison       | 2 saisons    | 11e Div 3 série A |
| 7  | Koninklijke Football Club Izegem          | 935  | Izegem         | Stedelijke              | Fl. occidentale | 2016-2017 (1re) | 1 saison       | 26 saisons   | 16e Div 3 série A |
| 8  | Koninklijke Football Club Sparta Petegem  | 3821 | Petegem        | Sparta Petegemstadion   | Fl. orientale   | 2016-2017 (1re) | 1 saison       | 7 saisons    | 6e Div 3 série A  |
| 9  | Koninklijke Sportvereniging Temse         | 4297 | Tamise         | Fernand Schuermans      | Fl. orientale   | 2016-2017 (1re) | 1 saison       | 6 saisons    | 8e Div 3 série A  |
| 10 | Koninklijke Maatschappij Torhout 1992     | 822  | Torhout        | Velodroom               | Fl. occidentale | 2016-2017 (1re) | 1 saison       | 11 saisons   | 15e Div 3 série A |
| 11 | Kon. Voetbalclub Sint-Eloois-Winkel Sport | 4408 | St-E-Winkel    | St-Eloois-Winkelstadion | Fl. occidentale | 2016-2017 (1re) | 1 saison       | 16 saisons   | 2e Div 3 série A  |
| 12 | Koninklijke Sport Kring Halle             | 87   | Hal            | Lamme Guiche            | Brabant fl.     | 2016-2017 (1re) | 1 saison       | 13 saisons   | 6e Prom. série B  |
| 13 | Sporting West Harelbeke                   | 1574 | Harelbeke      | Forestier               | Fl. occidentale | 2016-2017 (1re) | 1 saison       | 9 saisons    | 2e Prom. série A  |
| 14 | Royal Knokke Football Club                | 101  | Knokke         | Olivier                 | Fl. occidentale | 2016-2017 (1re) | 1 saison       | 3 saisons    | 1re Prom. série A |
| 15 | Koninklijke Sport-Club Toekomst Menen     | 56   | Menin          | Vauban                  | Fl. occidentale | 2016-2017 (1re) | 1 saison       | 22 saisons   | 7e Prom. série A  |
| 16 | Koninklijke Voetbal Klub Westhoek         | 100  | Ypres          | KVK Ieperstadion        | Fl. occidentale | 2016-2017 (1re) | 1 saison       | 28 saisons   | 3e Prom. série A  |

#### Localisations - Série VFV A
| \| Hal Bornem Gand Petegem Temse Torhout Izegem SEW Gullegem Brakel Alost St-Niklaas Knokke Westhoek Harelbeke Menin \| Localisation des clubs engagés en Division 2 Amateur - Série VFV A |
| Hal Bornem Gand Petegem Temse Torhout Izegem SEW Gullegem Brakel Alost St-Niklaas Knokke Westhoek Harelbeke Menin                                                                          |

### D2 Amateur VFV - Série B
| #  | Nom                                            | Mat. | Ville       | Stades             | Provinces   | En D2-Am depuis | Total en D2-Am | Total Niv. 4 | S. Précédente     |
| -- | ---------------------------------------------- | ---- | ----------- | ------------------ | ----------- | --------------- | -------------- | ------------ | ----------------- |
| 1  | Koninklijke Berchem Sport                      | 28   | Berchem     | Ludo Coeck         | Anvers      | 2016-2017 (1re) | 1 saison       | 13 saisons   | 10e Div 3 série B |
| 2  | Koninklijke Bocholter Voetbalvereniging        | 595  | Bocholt     | Damburg            | Limbourg    | 2016-2017 (1re) | 1 saison       | 6 saisons    | 3e Div 3 série B  |
| 3  | Koninklijke Rupel Boom Football Club           | 2138 | Boom        | Gemeentelijk Park  | Anvers      | 2016-2017 (1re) | 1 saison       | 13 saisons   | 9e Div 3 série B  |
| 4  | Royal Cappellen Football Club                  | 43   | Kapellen    | Jos Van Wellen     | Anvers      | 2016-2017 (1re) | 1 saison       | 20 saisons   | 11e Div 3 série B |
| 5  | Koninklijke Sportclub Grimbergen               | 1021 | Grimbergen  | Prinsenbos         | Brabant fl. | 2016-2017 (1re) | 1 saison       | 25 saisons   | 17e Div 3 série B |
| 6  | Koninklijke Hoogstraten Voetbalvereniging      | 2366 | Hoogstraten | Seminarie          | Anvers      | 2016-2017 (1re) | 1 saison       | 29 saisons   | 12e Div 3 série B |
| 7  | Koninklijke Londerzeel Sportkring              | 3630 | Londerzeel  | Burg. A. Lambert   | Brabant fl. | 2016-2017 (1re) | 1 saison       | 22 saisons   | 4e Div 3 série A  |
| 8  | Koninklijke Voetbal Klub Tienen                | 132  | Tirlemont   | Julien Bergé       | Brabant fl. | 2016-2017 (1re) | 1 saison       | 10 saisons   | 16e Div 3 série B |
| 9  | Tempo Overijse Maleizen Tombeek                | 8715 | Overijse    | Complex Hagaard    | Brabant fl. | 2016-2017 (1re) | 1 saison       | 12 saisons   | 14e Div 3 série B |
| 10 | Koninklijke Voetbalclub Woluwe-Zaventem        | 3197 | Zaventem    | Gemeentelijke      | Brabant fl. | 2016-2017 (1re) | 1 saison       | 4 saisons    | 18e Div 3 série B |
| 11 | Koninklijke Football Club Duffel               | 284  | Duffel      | Sportcetrum Duffel | Anvers      | 2016-2017 (1re) | 1 saison       | 46 saisons   | 2e Prom. série B  |
| 12 | Racing Club Hades                              | 8721 | Kiewit      | RC Hades           | Limbourg    | 2016-2017 (1re) | 1 saison       | 4 saisons    | 1re Prom. série C |
| 13 | Spouwen-Mopertingen                            | 3970 | Mopertingen | Complex Blokstraat | Limbourg    | 2016-2017 (1re) | 1 saison       | 32 saisons   | 6e Prom. série C  |
| 14 | Kon. Voetbal Vereniging THES Sport Tessenderlo | 3671 | Tessenderlo | THES Sport         | Limbourg    | 2016-2017 (1re) | 1 saison       | 6 saisons    | 3e ¨rom. série C  |
| 15 | Koninklijke Olympia Sporting Club Wijgmaal     | 1349 | Wijgmaal    | Ymeriastadion      | Brabant     | 2016-2017 (1re) | 1 saison       | 32 saisons   | 2e Prom. série B  |
| 16 | Koninklijke Football Club Zwarte Leeuw         | 1124 | Rijkevorsel | Louis Van Roey     | Anvers      | 2016-2017 (1re) | 1 saison       | 31 saisons   | 4e Prom. série C  |

#### Localisations - Série VFV B
| \| Hoogstraten Cappellen Berchem Londerzeel Bocholt Boom Grimbergen Tirlemont Zaventem Overijse Duffel Wijgmaal Zw. Leeuw Spouwen-Mop. RC Hades Tessenderlo \| Localisation des clubs engagés en Division 2 Amateur - Série VFV B |
| Hoogstraten Cappellen Berchem Londerzeel Bocholt Boom Grimbergen Tirlemont Zaventem Overijse Duffel Wijgmaal Zw. Leeuw Spouwen-Mop. RC Hades Tessenderlo                                                                          |

### D2 Amateur ACFF
| #  | Nom                                        | Mat. | Ville           | Stades                | Provinces    | En D2-Am depuis | Total en D2-Am | Total Niv. 4 | S. Précédente     |
| -- | ------------------------------------------ | ---- | --------------- | --------------------- | ------------ | --------------- | -------------- | ------------ | ----------------- |
| 1  | Entente Acren-Lessines                     | 2774 | Deux-Acren      | des Camomilles        | Hainaut      | 2016-2017 (1re) | 1 saison       | 5 saisons    | 17e Div 3 série A |
| 2  | Royale Union Wallonne Ciney                | 460  | Ciney           | Lambert               | Namur        | 2016-2017 (1re) | 1 saison       | 24 saisons   | 5e Div 3 série B  |
| 3  | Royal Racing Club Hamoir                   | 3114 | Hamoir          | Emile Thines          | Liège        | 2016-2017 (1re) | 1 saison       | 9 saisons    | 8e Div 3 série B  |
| 4  | Royal Football Club Union La Calamine      | 526  | La Calamine     | Prince Philippe       | Liège        | 2016-2017 (1re) | 1 saison       | 15 saisons   | 15e Div 3 série B |
| 5  | Union Royale La Louvière Centre            | 213  | La Louvière     | du Tivoli             | Hainaut      | 2016-2017 (1re) | 1 saison       | 28 saisons   | 9e Div 3 série A  |
| 6  | Royal Football Club de Liège               | 4    | Rocourt         | rue de la Tonne       | Liège        | 2016-2017 (1re) | 1 saison       | 7 saisons    | 7e Div 3 série B  |
| 7  | Royal Wallonia Walhain Chaumont-Gistoux    | 3262 | Walhain         | des Boscailles        | Brabant wal. | 2016-2017 (1re) | 1 saison       | 9 saisons    | 13e Div 3 série B |
| 8  | Châtelet-Farciennes Sporting Club          | 725  | Farciennes      | des Marais            | Hainaut      | 2016-2017 (1re) | 1 saison       | 4 saisons    | 3e Prom. série B  |
| 9  | Racing Charleroi-Couillet-Fleurus          | 94   | Couillet        | des Festiaux          | Hainaut      | 2016-2017 (1re) | 1 saison       | 13 saisons   | 5e Prom. série B  |
| 10 | Olympic Club de Charleroi                  | 246  | Montignies s/S. | de La Neuville        | Hainaut      | 2016-2017 (1re) | 1 saison       | 6 saisons    | 1re Prom. série B |
| 11 | Royale Entente Sportive Couvin-Mariembourg | 248  | Mariembourg     | du Roi Soleil         | Namur        | 2016-2017 (1re) | 1 saison       | 13 saisons   | 4e Prom. série D  |
| 12 | Royale Union Sportive Givry                | 6237 | Givry           | de la RUS Givry       | Luxembourg   | 2016-2017 (1re) | 1 saison       | 8 saisons    | 2e Prom. série D  |
| 13 | Royal Football Club de Meux                | 4454 | Meux            | des Verts et Blancs   | Namur        | 2016-2017 (1re) | 1 saison       | 12 saisons   | 1re Prom. série D |
| 14 | Union Royale Namur                         | 156  | Namur           | communal des Bas-Prés | Namur        | 2016-2017 (1re) | 1 saison       | 17 saisons   | 6e Prom. série D  |
| 15 | Solières Sport                             | 9426 | Solières        | Château Vert          | Liège        | 2016-2017 (1re) | 1 saison       | 4 saisons    | 3e Prom. série D  |
| 16 | Royal Stade Waremmien Football Club        | 190  | Waremme         | Edmond Leburton       | Liège        | 2016-2017 (1re) | 1 saison       | 30 saisons   | 5e Prom. série D  |

#### Localisations - Série ACFF
| \| La Louvière Acren Walhain Ciney Hamoir Liège La Calamine Châtelet Olympic RCCF Waremme Meux Namur Givry Couvin-Mar. Solières \| Localisation des clubs engagés en Division 2 Amateur - Série ACFF |
| La Louvière Acren Walhain Ciney Hamoir Liège La Calamine Châtelet Olympic RCCF Waremme Meux Namur Givry Couvin-Mar. Solières                                                                         |

## Résultats et classements

### Influence de la D1 Amateur
Le résultat final de la Division 1 Amateur a une influence importante car il conditionne les relégations (et promotions éventuelles) des niveaux inférieurs.
Ainsi le nombre de descendants directs d'une même aile linguistique (VFV ou ACFF) de D1 Amateur peut contraindre à des relégations supplémentaires dans la ou les séries de l'aile linguistique concernée.
Par exemple, le "scénario catastrophe", les trois relégués directs + le barragiste qui n'assure pas son maintien appartiennent tous à la même aile linguistique. Cela induirait deux descendants supplémentaire si la VFV est concernée et trois relégués supplémentaires si c'est l'ACFF qui est concernée.

### Légende
|               | Champion et promu en D1 Amateur.                                                     |
|               | clubs participant à la qualification VFV ou ACFF pour le "Tour final de D1 Amateur". |
|               | clubs participant au "Tour final Descente VFV".                                      |
|               | clubs relégués vers la Division 3 Amateur.                                           |
| en diminution | Clubs relégués de Division 3 depuis la saison précédente.                            |

### Classement final Division 2 Amateur VFV - Série A
- Champion d'automne: K. FC Sparta Petegem

Knokke FC, Eendracht Aalst, OLSA Brakel, le RC Gent et St-Eloois-Winkel ont obtenu une licence D1 Amateur pour 2017-2018.
| Rang | Équipe                  | Pts | J  | G  | N  | P  | Bp | Bc | Diff |
| ---- | ----------------------- | --- | -- | -- | -- | -- | -- | -- | ---- |
| 1    | R. Knokke FC            | 72  | 30 | 23 | 3  | 4  | 73 | 26 | +47  |
| 2    | K. FC Sparta Petegem    | 58  | 30 | 17 | 7  | 6  | 60 | 44 | +16  |
| 3    | K. SC Eendracht Aalst   | 56  | 30 | 17 | 5  | 8  | 55 | 37 | +18  |
| 4    | K. FC Izegem            | 53  | 30 | 16 | 5  | 6  | 53 | 42 | +11  |
| 5    | K. St-Eloois-Winkel Sp. | 53  | 30 | 15 | 8  | 7  | 54 | 30 | +24  |
| 6    | K. OLSA Brakel          | 43  | 30 | 12 | 7  | 11 | 59 | 51 | +8   |
| 7    | K. SV Temse             | 42  | 30 | 13 | 3  | 14 | 38 | 44 | -6   |
| 8    | R. RC Gent              | 41  | 30 | 11 | 8  | 11 | 46 | 45 | +1   |
| 9    | Torhout KM 1992         | 39  | 30 | 11 | 6  | 13 | 36 | 47 | -11  |
| 10   | FC Gullegem             | 37  | 30 | 10 | 7  | 14 | 46 | 49 | -3   |
| 11   | K. SK St-Niklaas        | 35  | 30 | 9  | 8  | 13 | 45 | 49 | -4   |
| 12   | RC Harelbeke            | 34  | 30 | 10 | 4  | 16 | 36 | 45 | -9   |
| 13   | K. VK Westhoek          | 34  | 30 | 8  | 7  | 14 | 40 | 56 | -16  |
| 14   | K. SV Bornem            | 34  | 30 | 7  | 10 | 13 | 32 | 39 | -7   |
| 15   | K. SK Halle             | 23  | 30 | 5  | 8  | 17 | 27 | 55 | -28  |
| 16   | K. SC De Toekomst Menen | 16  | 30 | 4  | 4  | 22 | 35 | 78 | -43  |

#### Résultats des matchs de la série VFV A
| Résultats (▼dom., ►ext.)                                   | AAL | BOR | BRA | GEN | GUL | HAL | RCH | IZE | KNO | MEN | PET | STN | SEW | TEM | TOR | WES |
| K. SC Eendracht Aalst                                      |     | 2-1 | 2-2 | 2-3 | 2-0 | 2-1 | 3-1 | 4-0 | 2-3 | 3-0 | 1-2 | 2-0 | 2-1 | 2-1 | 1-0 | 2-1 |
| K. SV Bornem                                               | 0-1 |     | 1-4 | 1-1 | 2-1 | 2-1 | 2-1 | 1-0 | 1-0 | 1-1 | 1-2 | 2-2 | 0-2 | 1-2 | 2-0 | 1-1 |
| K. OLSA Brakel                                             | 0-2 | 1-1 |     | 3-1 | 3-2 | 3-0 | 2-0 | 2-3 | 1-0 | 5-0 | 4-2 | 3-2 | 0-1 | 0-1 | 0-1 | 1-2 |
| R. RC Gent-Zeehaven                                        | 0-3 | 3-1 | 1-1 |     | 2-2 | 3-0 | 2-0 | 1-1 | 1-0 | 3-1 | 0-2 | 1-2 | 1-1 | 3-1 | 0-2 | 0-2 |
| FC Gullegem                                                | 1-2 | 0-0 | 2-1 | 1-4 |     | 2-0 | 1-4 | 1-2 | 1-3 | 3-1 | 2-1 | 2-1 | 1-3 | 1-0 | 2-0 | 4-1 |
| K. SK Halle                                                | 2-2 | 1-1 | 2-6 | 0-0 | 0-0 |     | 0-1 | 2-1 | 0-3 | 1-0 | 1-1 | 1-6 | 0-2 | 2-2 | 0-1 | 1-3 |
| RC Harelbeke                                               | 1-0 | 0-0 | 2-2 | 1-0 | 0-2 | 1-2 |     | 0-4 | 1-2 | 3-0 | 2-0 | 2-3 | 1-4 | 3-0 | 1-1 | 1-2 |
| K. FC Izegem                                               | 2-1 | 2-1 | 4-0 | 1-1 | 2-2 | 1-0 | 1-4 |     | 0-2 | 3-2 | 1-3 | 1-3 | 1-1 | 3-0 | 2-0 | 3-1 |
| R. Knokke FC                                               | 3-0 | 2-1 | 3-1 | 3-2 | 3-3 | 2-1 | 2-0 | 6-1 |     | 4-1 | 1-3 | 4-0 | 1-1 | 2-0 | 2-0 | 3-0 |
| K. SC De Toekomst Menen                                    | 1-3 | 2-0 | 3-4 | 1-4 | 2-1 | 0-3 | 1-4 | 1-3 | 1-2 |     | 1-1 | 1-2 | 1-4 | 1-2 | 3-1 | 2-2 |
| K. FC Sparta Petegem                                       | 4-4 | 1-0 | 5-3 | 0-4 | 3-2 | 4-1 | 1-1 | 1-1 | 1-3 | 1-1 |     | 3-1 | 3-2 | 4-0 | 3-3 | 3-1 |
| K. SK St-Niklaas                                           | 0-1 | 2-2 | 1-1 | 0-0 | 3-1 | 0-0 | 0-1 | 1-0 | 0-2 | 6-1 | 0-1 |     | 1-1 | 1-1 | 3-4 | 3-4 |
| K. St-Eloois-Winkel Sp.                                    | 4-2 | 1-1 | 3-1 | 2-1 | 2-3 | 0-1 | 1-1 | 1-2 | 1-1 | 1-0 | 1-1 | 4-0 |     | 3-0 | 3-0 | 1-0 |
| K. SV Temse                                                | 2-1 | 0-3 | 1-2 | 4-1 | 2-0 | 3-2 | 2-0 | 0-2 | 1-2 | 1-0 | 2-3 | 2-0 | 2-0 |     | 0-0 | 0-1 |
| Torhout KM 1992                                            | 0-0 | 2-0 | 2-2 | 4-1 | 1-1 | 1-0 | 2-0 | 0-3 | 0-6 | 2-3 | 1-0 | 1-2 | 2-0 | 0-3 |     | 1-2 |
| K. VK Westhoek                                             | 1-1 | 1-2 | 1-1 | 1-2 | 2-2 | 2-2 | 3-0 | 0-3 | 1-3 | 4-3 | 0-1 | 0-0 | 0-3 | 1-3 | 0-4 |     |
| - Victoire à domicile - Match nul - Victoire à l'extérieur |     |     |     |     |     |     |     |     |     |     |     |     |     |     |     |     |

- En raison d'un épais brouillard, la rencontre "Torhout-Gullegem", de la 9e journée a dû être arrêtée après 71 minutes alors que le score était de 0-1[2]. Ce match est finalement reprogrammé le mercredi 23/11/2016.
- Le match "Menin-St-Niklaas" de la journée 9 a été décalé au 01/11/2016.
- La rencontre "Alost-Halle" de la journée 24 a été avancée au 24/02/2016 (afin d'éviter la concurrence du Carnaval d'Alost, prévu le 120/03/2017).
- La rencontre RC Gent-Menen a été arrêtée un quart d'heure avant la fin, alors que le score était de 2 à 1, à la suite de la sérieuse blessure encourue par le gardien visiteur (fracture de la jambe). Bien que le K. SC Toekomst Menen soit mathématiquement relégué, l'URBSFA a décidé que cette partie soit rejouée le 17/04/2017[3].

#### Résumé - phase classique - VFV A
Le Sparta Petegem est intransigeant lors de la première période mais rentre ensuite dans le rang. Knokke entre alors en piste et domine la compétition jusqu'à son terme.
Au niveau maintien, Menin est fortement distancé et n'entretient qu'un vague espoir. En proie à des soucis financiers, Halle est aussi "un oiseau pour le chat". Westhoek évite la place de barragiste de justesse lors de la dernière journée.

### Classement final Division 2 Amateur VFV - Série B
- Champion d'automne: K. VV THES Sport Tessenderlo

Berchem Sport, Rupel Boom et THES Tessenderlo ont obtenu une licence D1 Amateur pour 2017-2018.
| Rang | Équipe                    | Pts | J  | G  | N  | P  | Bp | Bc | Diff |
| ---- | ------------------------- | --- | -- | -- | -- | -- | -- | -- | ---- |
| 1    | K. Berchem Sport          | 68  | 30 | 20 | 8  | 2  | 65 | 24 | +41  |
| 2    | VV Thes Sport Tessenderlo | 66  | 30 | 21 | 3  | 7  | 61 | 38 | +23  |
| 3    | K. Rupel Boom FC          | 52  | 30 | 15 | 7  | 8  | 56 | 39 | +17  |
| 4    | Spouwen-Mopertingen       | 50  | 30 | 15 | 5  | 10 | 54 | 56 | -2   |
| 5    | K. Olympia SC Wijgmaal    | 44  | 30 | 12 | 8  | 10 | 44 | 42 | +2   |
| 6    | K. Bocholter VV           | 41  | 30 | 10 | 11 | 9  | 44 | 39 | +5   |
| 7    | K. FC Zwarte Leeuw        | 40  | 30 | 12 | 4  | 14 | 39 | 56 | -17  |
| 8    | K. Londerzeel SK          | 38  | 30 | 10 | 8  | 12 | 46 | 39 | +7   |
| 9    | RC Hades                  | 37  | 30 | 11 | 3  | 15 | 45 | 59 | -14  |
| 10   | R. Cappellen FC           | 36  | 30 | 8  | 12 | 10 | 41 | 42 | -1   |
| 11   | Hoogstraten VV            | 37  | 30 | 11 | 4  | 15 | 51 | 61 | -10  |
| 12   | Tempo Overijse            | 36  | 30 | 11 | 3  | 16 | 53 | 59 | -6   |
| 13   | K. FC Duffel              | 35  | 30 | 10 | 5  | 14 | 53 | 61 | -8   |
| 14   | K. VK Tienen              | 30  | 30 | 8  | 6  | 16 | 28 | 45 | -17  |
| 15   | K. SC Grimbergen          | 29  | 30 | 7  | 8  | 15 | 35 | 46 | -11  |
| 16   | KV Woluwe Zaventem        | 29  | 30 | 7  | 8  | 15 | 46 | 62 | -16  |

#### Résultats des matchs de la série VFV B
| Résultats (▼dom., ►ext.)                                   | BSP | BOC | RBO | CAP | DUF  | GRI | HAD | HOO | LON | OVE | SPO | TES | TIE | WIJ | W-Z | ZWL |
| K. Berchem Sport                                           |     | 1-1 | 2-1 | 4-1 | 3-1  | 3-0 | 1-1 | 3-1 | 1-0 | 2-0 | 4-2 | 3-1 | 0-0 | 1-1 | 3-2 | 8-1 |
| K. Bocholter VV                                            | 1-1 |     | 0-3 | 0-0 | 0-2  | 0-2 | 1-0 | 4-0 | 0-1 | 4-0 | 1-2 | 3-3 | 2-0 | 0-0 | 1-1 | 2-1 |
| K. Rupel Boom FC                                           | 2-2 | 1-3 |     | 2-1 | 0-5F | 3-3 | 3-0 | 2-1 | 3-0 | 3-0 | 2-4 | 1-0 | 4-0 | 0-0 | 2-1 | 0-1 |
| R. Cappellen FC                                            | 1-1 | 1-1 | 0-0 |     | 3-1  | 1-1 | 1-1 | 1-3 | 0-0 | 2-2 | 4-1 | 0-1 | 2-0 | 1-1 | 1-1 | 1-3 |
| K. FC Duffel                                               | 1-5 | 6-2 | 1-3 | 1-1 |      | 3-4 | 5-1 | 2-0 | 1-2 | 2-1 | 1-2 | 3-3 | 2-2 | 5-0 | 1-1 | 1-0 |
| K. SC Grimbergen                                           | 1-3 | 0-0 | 0-0 | 0-2 | 1-0  |     | 2-3 | 1-1 | 2-2 | 0-2 | 0-1 | 1-0 | 1-3 | 1-2 | 5-3 | 0-1 |
| RC Hades                                                   | 1-3 | 2-1 | 0-0 | 3-1 | 1-2  | 0-2 |     | 3-2 | 0-2 | 3-1 | 4-0 | 1-3 | 0-3 | 0-3 | 1-3 | 0-0 |
| Hoogstraten VV                                             | 0-1 | 0-2 | 2-6 | 3-2 | 0-2  | 2-1 | 5-3 |     | 3-1 | 5-2 | 2-2 | 1-2 | 2-1 | 0-3 | 2-1 | 0-1 |
| K. Londerzeel SK                                           | 0-1 | 1-3 | 1-2 | 2-3 | 5-0  | 1-1 | 5-1 | 2-2 |     | 1-3 | 3-0 | 1-2 | 0-0 | 2-1 | 3-0 | 4-0 |
| Tempo Overijse                                             | 1-3 | 2-3 | 3-3 | 1-0 | 2-0  | 2-1 | 1-5 | 4-1 | 1-0 |     | 4-0 | 2-3 | 1-2 | 1-3 | 2-2 | 2-1 |
| Spouwen-Mopertingen                                        | 0-2 | 1-1 | 2-0 | 0-0 | 2-1  | 0-0 | 1-2 | 3-1 | 1-1 | 2-1 |     | 3-5 | 2-0 | 6-4 | 2-1 | 2-4 |
| VV The Sport Tessenderlo                                   | 1-0 | 2-1 | 1-4 | 3-0 | 4-2  | 2-1 | 3-1 | 0-2 | 2-0 | 1-0 | 3-1 |     | 2-1 | 3-0 | 0-1 | 3-1 |
| K. VK Tienen                                               | 0-2 | 0-3 | 1-0 | 1-3 | 0-0  | 0-0 | 0-1 | 2-4 | 1-1 | 2-1 | 0-3 | 3-4 |     | 0-2 | 1-2 | 4-0 |
| K. Olympia SC Wijgmaal                                     | 1-0 | 0-0 | 1-0 | 2-1 | 1-0  | 0-2 | 0-2 | 0-4 | 3-3 | 3-0 | 3-5 | 0-0 | 0-1 |     | 4-0 | 4-1 |
| KV Woluwe-Zaventem                                         | 1-1 | 3-3 | 1-2 | 2-4 | 1-2  | 2-0 | 4-2 | 3-2 | 0-1 | 1-8 | 1-2 | 1-2 | 0-1 | 2-2 |     | 3-0 |
| K. FC Zwarte Leeuw                                         | 0-1 | 3-1 | 2-2 | 1-3 | 2-1  | 3-2 | 1-3 | 0-0 | 2-1 | 1-3 | 1-2 | 0-2 | 1-0 | 1-0 | 2-2 |     |
| - Victoire à domicile - Match nul - Victoire à l'extérieur |     |     |     |     |      |     |     |     |     |     |     |     |     |     |     |     |

- La rencontre "Grimbergen-Zwarte Leeuw" de la 12e journée est initialement décalée au 29 janvier 2017. Mais en raison de la remise d'autres rencontres pour cause de neige et de gel lors des 18e et 19e journée, le match entre Grimbergen et Zwarte Leeuw est repoussée au 25/02/2017. Ceci car les deux cercles ne sont plus mathématiquement concernés par le gaion de la 2e période, contrairement à une formation comme Bocholt qui doit jouer son match de retard contre Grimbergen AVANT la dernière journée de la période dont toutes les rencontres se jouent le même jour.
- Le 11 février 2017, la rencontre "Rupel Boom-Duffel" de la 21e journée a été arrêtée à la pause, alors que le score était de "3-0". Juste avant le repos, des éléments d'un pylônes d'éclairage sont tombés un à un aux abords du terrain, puis une cabine électrique a pris feu nécessitant l'intervention des pompiers. En raison des circonstances, vers 21h30, l'arbitre a décidé que la seconde période ne pouvait se dérouler normalement[4]. Le 22 février 2017, le Comité sportif décide d'infliger une défaite par forfait (0-5) au club de Boom qui devrait se pourvoir en appel. Le 10 mars 2017, le Comité d'Appel confirme la sanction. Sources: Site Web officiels des deux clubs concernés au moment des faits

#### Résumé - phase classique - VFV B
Le championnat est dominé par Tessenderlo qui doit composer avec Berchem Sport. Après un départ un peu plus timide, les Leeuwen van 't Stad émergent et retrouvent le 3e niveau. En bas de classement, Woluwe-Zaventem accumule un retard considérable avant de réaliser une fin de parcours époustouflante. Les "Aviateurs" loupent le sauvetage de très peu. Grimbergen qui alterne les bonnes et mauvaises période se fait coiffer sur le fil par Tirlemont.

### Classement final Division 2 Amateur ACFF
- Champion d'automne: Châtelet-Farciennes SC

Seuls Chêtelet-Farciennes, FC de Liège, l'Olympic et La Louvière ont introduit une demande de licence.
| Rang | Équipe                         | Pts | J  | G  | N  | P  | Bp | Bc | Diff |
| ---- | ------------------------------ | --- | -- | -- | -- | -- | -- | -- | ---- |
| 1    | Châtelet-Farciennes SC         | 70  | 30 | 23 | 7  | 2  | 67 | 32 | +35  |
| 2    | R. FC de Liège                 | 65  | 30 | 19 | 8  | 3  | 66 | 29 | +37  |
| 3    | Olympic CC                     | 51  | 30 | 15 | 6  | 9  | 61 | 46 | +15  |
| 4    | UR La Louvière Centre          | 50  | 30 | 13 | 12 | 6  | 54 | 35 | +19  |
| 5    | R. RC Hamoir                   | 44  | 30 | 12 | 8  | 10 | 51 | 49 | +2   |
| 6    | Entente Acren-Lessines         | 42  | 30 | 12 | 6  | 12 | 48 | 48 | 0    |
| 7    | Solières Sport                 | 42  | 30 | 11 | 9  | 10 | 52 | 48 | +4   |
| 8    | R. Wallonia Walhain CG         | 41  | 30 | 11 | 8  | 11 | 52 | 53 | -1   |
| 9    | R. FC Union La Calamine        | 40  | 30 | 11 | 7  | 12 | 65 | 59 | +6   |
| 10   | R. Stade Waremmien FC          | 38  | 30 | 12 | 2  | 16 | 60 | 58 | +2   |
| 11   | R. UW Ciney                    | 37  | 30 | 9  | 10 | 11 | 56 | 55 | +1   |
| 12   | R. FC Meux                     | 36  | 30 | 10 | 6  | 14 | 54 | 51 | +3   |
| 13   | R. Ent. Sp. Couvin-Mariembourg | 33  | 30 | 9  | 7  | 16 | 58 | 66 | -8   |
| 14   | R. US Givry                    | 30  | 30 | 7  | 9  | 14 | 39 | 60 | -21  |
| 15   | Racing Charleroi-C-F           | 26  | 30 | 6  | 9  | 15 | 37 | 77 | -40  |
| 16   | UR Namur                       | 16  | 30 | 3  | 6  | 21 | 32 | 77 | -45  |

- Classé 13e Couvin-Mariembourg a d'abord cru devoir it attendre le résultat du "Tour final de montée en D1 Amateur"". Mais le club est relégué dès le 4 mai 2017, car Deinze (D1 Amateur) a obtenu gain de cause devant la CBAS, a par ce fait récupéré les points qui lui avait été retirés et assuré son maintien à l'étage au-dessus.

#### Résultats des matchs de la série ACFF
| Résultats (▼dom., ►ext.)                                   | ACR | CHA | RCF | OLY | CIN | C-M | GIV | HAM | CAL  | LOU | LIE | MEU | NAM | SOL | WAL | STW |
| Entente Acren Lessines                                     |     | 4-1 | 3-1 | 3-2 | 2-5 | 4-0 | 1-3 | 0-1 | 0-3  | 2-2 | 1-3 | 2-1 | 4-0 | 1-1 | 1-3 | 3-0 |
| R. Châtelet-Farciennes SC                                  | 1-0 |     | 0-0 | 2-2 | 4-1 | 1-1 | 2-1 | 3-1 | 2-0  | 0-0 | 1-2 | 2-1 | 3-1 | 1-0 | 5-1 | 3-2 |
| Racing Charleroi-C-F                                       | 1-1 | 1-3 |     | 0-0 | 2-2 | 3-1 | 2-0 | 3-1 | 2-6  | 1-2 | 0-5 | 1-1 | 2-1 | 1-5 | 2-2 | 2-3 |
| R. Olympic CC                                              | 0-1 | 1-3 | 2-1 |     | 3-1 | 1-2 | 2-1 | 1-1 | 1-1  | 1-3 | 1-2 | 2-0 | 4-1 | 3-1 | 2-1 | 3-2 |
| R. UW Ciney                                                | 2-2 | 6-1 | 6-1 | 1-1 |     | -   | 0-0 | 2-2 | 3-1  | 1-1 | 0-1 | 1-3 | 2-1 | 6-4 | 2-2 | 2-4 |
| R. ES Couvin-Mariembourg                                   | 0-1 | 2-2 | 3-2 | 1-3 | 4-2 |     | 0-2 | 2-2 | 4-2  | 3-2 | 0-1 | 3-5 | 1-3 | 3-5 | 4-0 | 3-1 |
| R. US Givry                                                | 1-1 | 0-2 | 3-2 | 1-5 | 1-0 | 3-0 |     | 1-3 | 0-0  | 0-2 | 1-5 | 1-1 | 3-3 | 3-3 | 2-2 | 1-0 |
| R. RC Hamoir                                               | 2-0 | 3-1 | 3-1 | 3-1 | 0-1 | 1-1 | 5-2 |     | 3-0  | 1-4 | 2-2 | 3-1 | 1-1 | 0-0 | 1-4 | 2-1 |
| R. FC Union La Calamine                                    | 0-4 | 3-4 | 3-1 | 2-2 | 2-2 | 0-0 | 4-1 | 5-1 |      | 4-2 | 1-0 | 2-1 | 0-2 | 1-2 | 2-1 | 5-2 |
| UR La Louvière Centre                                      | 1-0 | 1-3 | 6-0 | 0-1 | 2-2 | 1-1 | 3-1 | 3-1 | 2-2  |     | 0-0 | 1-1 | 3-1 | 1-2 | 2-0 | 4-0 |
| R. FC de Liège                                             | 2-2 | 2-2 | 6-0 | 4-1 | 2-3 | 4-1 | 2-3 | 1-0 | 4-2  | 1-1 |     | 2-0 | 2-0 | 2-2 | 2-1 | 2-1 |
| R. FC Meux                                                 | 5-0 | 0-2 | 1-2 | 3-5 | 1-1 | 4-0 | 0-0 | 2-3 | 4-2  | 0-2 | 1-2 |     | 2-1 | 2-1 | 1-2 | 2-5 |
| UR Namur                                                   | 2-0 | 0-3 | 1-2 | 1-3 | 1-2 | 1-7 | 2-2 | 1-1 | 2-11 | 0-1 | 1-1 | 1-5 |     | 1-1 | 1-3 | 1-2 |
| Solières Sport                                             | 0-1 | 2-2 | 1-1 | 2-1 | 2-0 | 4-3 | 2-0 | 0-2 | 1-0  | 1-1 | 2-2 | 0-1 | 2-1 |     | 1-2 | 4-2 |
| R. Wallonia Walhain CG                                     | 4-2 | 2-4 | 0-0 | 0-4 | 4-1 | 2-1 | 2-1 | 0-2 | 5-1  | 1-1 | 0-1 | 1-1 | 0-0 | 3-1 |     | 2-3 |
| R. Stade Waremmien FC                                      | 1-2 | 1-2 | 6-0 | 2-3 | 2-1 | 0-2 | 4-1 | 3-2 | 0-0  | 4-0 | 0-1 | 1-3 | 4-0 | 1-0 | 2-2 |     |
| - Victoire à domicile - Match nul - Victoire à l'extérieur |     |     |     |     |     |     |     |     |      |     |     |     |     |     |     |     |

- La rencontre "Acren Lessines-Couvin-Mariembourg" a été rejouée le 01/11/2016. Cette partie s'était soldée par un partage (1-1) lors de la 1re journée, mais une "erreur d'arbitrage" a été reconnue par l'URBSFA[5].
- En raison de chute de neige les 13 et 14 janvier 2017, la17e journée a été entièrement remise et reprogrammée les 28 et 29/01. D'autres partie remises individuellement doivent encore être replacées dans le calendrier, sans lors de soirées en semaine.

#### Résumé - phase classique - ACFF
Grand favori de tous les observateurs, le R. FC de Liège prend le meilleur départ. Mais le "Great Old wallon" est talonné en permanence par Châtelet-Farciennes. Défaits lors de la 1re journée, par les "Sang & Marine", les "Loups" aligne 28 matchs sans défaite et s'adjugent un titre mérité. De nouveau en totale déliquescence financière, l'UR Namur est larguée en fin de classement. Le lutte reste épique entre sept clubs pour éviter la descente. Finalement, un Racing Charleroi-C-F miné et démotivé par la vente de son matricule ne peut éviter la relégation en compagnie des "Merles" et de Givry.

## Attribution du titre VFV
Finale aller/retour avec le champion de chacune des séries VFV.
| Dates      | Type   | Equipe 1         | Equipe 2         | 90' | Prol. | T-a-B |
| 06/05/2017 | aller  | R. Knokke FC     | K. Berchem Sport | 1-2 | X-X   | X-X   |
| 14/05/2017 | retour | K. Berchem Sport | K. Knokke FC     | 1-1 |       |       |

## Qualification Tour final D1 Amateur
À la fin de la phase classique, trois places sont ouvertes pour le "Tour final D1 Amateur", au terme duquel une place est attribuée en D1 Amateur.
Ces trois places sont réparties en deux clubs VFV et un club ACFF.

### Condition de participation
Pour pouvoir prendre part au Tour final D1 Amateur, un club doit
- soit être en ordre de licence.
- soit que cette licence ne lui pas encore été refusée "par une décision coulée en force de chose jugée" (exemple par la CBAS)[12].

### Qualification VFV
Huit équipes entrent en ligne de compte pour ces qualifications. Il s'agit du deuxième classé de chaque série VFV et des trois vainqueurs de période de chaque série VFV. Comme par le passé, si une ou plusieurs périodes ont été remportées par le club champion et/ou par le même club,; les places ouvertes sont attribuées au cercle le mieux classé selon l'ordre du classement final (à partir de la 3e place)

#### Participants VFV
Au terme de la phase classique, six clubs répondent aux conditions d'accès à ce tour final:
- Série A: SC Eendracht Aalst, K. OLSA Brakel, K. KC Gent, K. VC Sint-Eloois-Winkel Sport.
- Série B: K. Rupel Boom FC, K. VV THES Sport Tessenderlo.

#### Résultats VFV
Comme il n'y a que six clubs en lice, deux formations sont "bye" au premier tour. Le tirage au sort est effectué le mardi 2 mai 2017 dans les locaux de la VFV à Bruxelles.
Les rencontres tirées au sort se jouent en une seule manche sur le terrain de l'équipe tirée en premier (prolongation et tirs au but éventuels). Les quatre vainqueurs se qualifient pour la deuxième journée.
|                                       |                              |                              | Score | Prol | TaB |
| Premier tour - le dimanche 7 mai 2017 |                              |                              |       |      |     |
| 1                                     | K. VC St-Eloois-Winkel Sport | K. SC Eendracht Aalst        | 0-4   |      |     |
| 2                                     | K. Rupel Boom FC             | K. VV Thes Sport Tessenderlo | 0-2   |      |     |
| 3                                     | K. RC Gent                   |                              | bye   |      |     |
| 4                                     | K. OLSA Brakel               |                              | bye   |      |     |
| Finales - le jeudi 11 mai 2017        |                              |                              |       |      |     |
| 5                                     | K. SC Eendracht Aalst        | K. RC Gent                   | 1-0   |      |     |
| 6                                     | K. OLSA Brakel               | K. VV Thes Sport Tessenderlo | 2-2   | 2-2  | 4-3 |

K. SC Eendracht Aalst et K. OLSA Brakel se qualifient pour le "Tour final D1 Amateur".

### Qualification ACFF
Quatre équipes entrent en ligne de compte pour ces qualifications. Il s'agit du deuxième classé et des trois vainqueurs de période. Comme par le passé, si une ou plusieurs périodes ont été remportées par le club champion et/ou par le même club,; les places ouvertes sont attribuées au cercle le mieux classé selon l'ordre du classement final (à partir de la 3e place)

#### Participants ACFF
Au terme de la phase classique, trois clubs répondent aux conditions d'accès:
- R. Olympic CC
- R. FC de Liège
- UR La Louvière Centre.

#### Résultats ACFF
Deux rencontres tirées au sort, en une seule manche sur le terrain de l'équipe tirée en premier (prolongation et tirs au but éventuels). Les deux vainqueurs se qualifient pour la deuxième journée.
Comme il n'y a que trois participants, on ne joue qu'une rencontre lors du premier tour, et un club est "bye".
Le tirage au sort est effectué le mardi 2 mai 2017 dans les locaux de l'ACFF à Cognelée.
|                                       |                |                       | Score | Prol | TaB |
| Premier tour - le samedi 6 mai 2017   |                |                       |       |      |     |
| Q1                                    | R. Olympic CC  | UR La Louvière Centre | 2-2   | 2-2  | 6-5 |
| Q2                                    | R. FC de Liège |                       | bye   |      |     |
| Finale ACFF - le mercredi 10 mai 2017 |                |                       |       |      |     |
| F                                     | R. FC de Liège | R. Olympic CCF        | 2-1   |      |     |

- La première manche entre l'Olympic et La Louvière Centre n'atteint jamais des sommets techniques mais est particulièrement intense. Réduits à 10 après 25 minutes, les Dogues prennent l'avance. Mais en début de seconde période, les Loups égalisent quand le gardien olympien laisse filer sous lui un ballon en apparence facile. Quand les visiteurs passent devant, on pense que le match est terminé. Le portier local répare sa bévue antérieure en réalisant trois arrêts spectaculaires. A la 84e, l'Olympic se retrouve à neuf après une nouvelle expulsion, mais dans le temps ajouté, il force l'égalisation. La prolongation voit les Loups qui applique un forcing timide se heurter au gardien Tanguy Moriconi déchaîné qui réussit au moins quatre parades de classe. C'est aussi le dernier rempart des Dogues qui marque le dernier tir au but décisif. Après que l'Olympic se soit détaché (2-0), la qualification se joue à "6-5", au 18e tir au but !
- Lors de la rencontre décisive, le R. FC de Liège ouvre le score dès la première minute. Mais l'équipe équipe carolo offre une belle réplique et égalise méritoirement peu avant l'heure de jeu. Le jeu reste partagé. Les "Dogues" se créent une très belle occasion à un quart d'heure du terme mais ne la concrétisent pas. Dans l'ultime minute, les "Sang & Marine" forcent la décision.

Le R. FC de Liège est qualifié pour le "Tour final D1 Amateur".

## Tour final Descente VFV
Ce tour final oppose les deux 14e classés de chaque série VFV.
|                                       |              |              | Score | Prol | TaB |
| Premier tour - le dimanche 7 mai 2017 |              |              |       |      |     |
| Q1                                    | K. SV Bornem | K. VK Tienen | 1-4   |      |     |

- Participants: K. SV Bornem et K. VK Tienen

Le perdant est relégué sur au moins trois clubs "VFV" sont descendants directs de D1 Amateur ou si le barragiste de D1 Amateur est un cercle VFV et qu'il n'assure pas son maintien.
Les deux équipes sont reléguées si trois clubs "VFV" sont descendants directs de D1 Amateur et que le barragiste de D1 Amateur est un cercle VFV et qu'il n'assure pas son maintien.
Dans le contexte de cette saison 2016-2017, ce "tour final de descente" est joué pour rien. En effet, comme le nombre de clubs "VFV" relégués directs de D1 Amateur est de 1. Même si le barragiste (devenu Hasselt, à la suite du dossier gagné par Deinze devant la CBAS), est un cercle "VFV" et qu'il n'assure pas son maintien à l'étage au-dessus, il n'y a pas de descendants supplémentaire depuis les séries de D2 Amateur VFV.

## Tour final de D3 Amateur
Plusieurs formations disputent un tour final pour espérer être promus avec les quatre champions de D3 Amateur. Il s'agit, tant pour la VFV que pour l'ACFF, des équipes classées 2e de leur série et des différents vainqueurs de périodes. En cas de cumul (champion et/ou vainqueurs de périodes), le classement général est déterminant.

### Montants directs VFV
- OMS Ingelmunster (comme le cercle fusionne avec le K. FC Izegem, une place montante VFV se libère).
- FC Turnhout

### Montants directs ACFF
- Racing White Daring Molenbeek
- Entente Durbuy

### VFV

#### Participants VFV
Huit clubs se disputent deux places en D2 Amateur VFV.
- Série VFV-A: SC Dikkelvenne, FC Pepingen, K. SK Ronse, R. FC Wetteren
- Série VFV-B: K. SC City Pirates, K. Diegem Sport, K. FC St-Lenaarts, K. VV Vosselaar

#### Résultats VFV
Les rencontres se jouent en une seule manche sur le terrain de la première équipe tirée. Le tirage au sort est effectué le mardi 2 mai 2017 dans les locaux de la VFV à Bruxelles.
|                                                        |                    |                    | Score  | Prol | TaB |
| Premier tour - le dimanche 7 mai 2017                  |                    |                    |        |      |     |
| 1                                                      | K. SC City Pirates | R. FC Wetteren     | 3-2    |      |     |
| 2                                                      | SC Dikkelvenne     | K. FC St-Lenaarts  | 0-3    |      |     |
| 3                                                      | FC Pepingen        | K. SK Ronse        | 2-3    |      |     |
| 4                                                      | K. VV Vosselaar    | K. Diegem Sport    | 2-0    |      |     |
| Finales - initialement prévues le dimanche 14 mai 2017 |                    |                    |        |      |     |
| 5                                                      | K. FC St-Lenaarts  | K. SC City Pirates | Annulé |      |     |
| 6                                                      | K. SK Ronse        | K. VV Vosselaar    | Annulé |      |     |

- En raison de la fusion K. FC Izegem/OMS Ingelmunster et le fait qu'un seul club VFV (Coxyde) est descendant direct, conformément à la réglementation en termes de montée, les quatre vainqueurs de la première journée montent en Division 2 Amateur.
- De leur côté, les quatre perdants sont départagés par un tournoi en deux tours.

|                                                |                |                 | Score | Prol | TaB |
| Perdants - Premier tour - le jeudi 11 mai 2017 |                |                 |       |      |     |
| 1                                              | FC Pepingen    | K. Diegem Sport | 2-1   |      |     |
| 2                                              | SC Dikkelvenne | R. FC Wetteren  | 2-1   |      |     |
| Perdants - Finales - le dimanche 14 mai 2017   |                |                 |       |      |     |
| 5                                              | FC Pepingen    | SC Dikkelvenne  | 3-2   |      |     |

Le FC Pepingen évoluera en D2 Amateur VFV, en raison du choix du K. VV Coxyde (relégué en D2 Amateur VFV) de rester inactif une saison puis, en principe de recommencer en P4.

#### Match de classement
Les perdants de la deuxième journées s'affrontent pour désigner un 3e montant éventuel. Ce cas de figure se présente si le vainqueur du Tour final D1 Amateur est un club VFV et que le barragiste de D1 Amateur qui ne se maintient pas soit un club ACFF.
En raison du nombre de montants élevés (op cit), cette rencontre n'a plus lieu d'être et est annulée.
|                                                                       |           |           | Score  | Prol | TaB |
| Match pour les 3e et 4e - initialement prévue le dimanche 21 mai 2017 |           |           |        |      |     |
| 7                                                                     | Perdant 5 | Perdant 6 | Annulé |      |     |

### ACFF

#### Participants ACFF
Huit clubs se disputent une place en D2 Amateur ACFF :
- Série ACFF-A: Francs Borains, R. Albert Quévy-Mons, R. US Rebecquoise, R. FC Tournai
- Série ACFF-B: R. RC Mormont, FC United Richelle, FC Tilleur, R. CS Verlaine.

#### Résultats ACFF
Les rencontres se jouent en une seule manche sur le terrain de la première équipe tirée. Le tirage au sort est effectué le mardi 2 mai 2017 dans les locaux de l'ACFF à Cognelée.
|                                         |                    |                      | Score | Prol | TaB |
| Premier tour - le dimanche 7 mai 2017   |                    |                      |       |      |     |
| 1                                       | R. RC Mormont      | Francs Borains       | 3-2   |      |     |
| 2                                       | FC United Richelle | R. FC Tournai        | 1-0   |      |     |
| 3                                       | R. US Rebecquoise  | R. Albert Quévy-Mons | 4-2   |      |     |
| 4                                       | FC Tilleur         | R. CS Verlaine       | 1-1   | 1-1  | 3-4 |
| Deuxième tour - le dimanche 14 mai 2017 |                    |                      |       |      |     |
| 5                                       | R. US Rebecquoise  | R. RC Mormont        | 2-1   |      |     |
| 6                                       | R. CS Verlaine     | FC United Richelle   | 4-0   |      |     |
| Consolation - le dimanche 21 mai 2017   |                    |                      |       |      |     |
| 8                                       | R. RC Mormont      | FC United Richelle   | 2-1   |      |     |
| Finale - le dimanche 21 mai 2017        |                    |                      |       |      |     |
| 7                                       | R. CS Verlaine     | R. US Rebecquoise    | 2-2   | 2-2  | 2-4 |

La R. US Rebecquoise monte en D2 Amateur ACFF.
Le R. CS Verlaine ne monte pas, car le R. FC de Liège s'est incliné en finale du "TF de D1 Amateur" et reste en D2 Amateur.

## Résumé de la saison
- Champion série VFV A: R. Knokke FC 1er titre en Division 2 Amateur - 2e titre au 4e niveau
- Champion série VFV B: K. Berchem Sport 1er titre en Division 2 Amateur - 3e titre au 4e niveau
- Champion série ACFF: Châtelet-Farciennes SC 1er titre en Division 2 Amateur - 1er titre au 4e niveau
- Premier titre de D2 Amateur - cinquantième au 4e niveau - pour la province Anvers
- Premier titre de D2 Amateur - vingt-huitième au 4e niveau - pour la province de Flandre occidentale
- Premier titre de D2 Amateur - vingt-troisième au 4e niveau - pour la province de Hainaut

| Région flamande (25)            | Région flamande (25) | Province de Brabant (8)      | Province de Brabant (8) | Région wallonne (15)   | Région wallonne (15) |
| ------------------------------- | -------------------- | ---------------------------- | ----------------------- | ---------------------- | -------------------- |
| Province d'Anvers               | 7                    | Région de Bruxelles-Capitale | 0                       | Province de Hainaut    | 5                    |
| Province de Flandre-Occidentale | 8                    | Province du Brabant flamand  | 7                       | Province de Liège      | 5                    |
| Province de Flandre-Orientale   | 6                    | Province du Brabant wallon   | 1                       | Province de Luxembourg | 1                    |
| Province de Limbourg            | 4                    |                              |                         | Province de Namur      | 4                    |

1. ↑  Au niveau footballistique, la province de Brabant est toujours unitaire malgré sa partition territoriale en 1995.

### Montée en D1 Amateur
- R. Knokke FC
- K. Berchem Sport
- Châtelet-Farciennes SC
- K. SC Eendracht Aalst (TF)

### Relégations en D3 Amateur

#### VFV
- K. SC Grimbergen
- K. SK Halle
- K. SC Toekomst Menen
- KV Woluwe-Zaventem

#### ACFF
- Racing Charleroi-Couillet-Fleurus
- R. ES Couvin-Mariembourg
- R. US Givry
- UR Namur

## Débuts au4eniveauhiérarchique (en tant que D2 Amateur)
Lors de cette saison 2016-2017, aucun club ne fait ses débuts au 4e niveau de la hiérarchie du football belge.

## Fusion Halle/Pepingen
En février 2017 tombe la confirmation d'une rumeur latente: Le K. SK Halle (matricule 120) et le FC Pepingen (matricule 7741) fusionnent à la fin de la saison, pour former le SK Pepingen-Halle. L'équipe première club du club formé évoluera au stade "Lamme Guiche" de Hal alors que la sélection provinciale jouera à Pepingen.
Le K. SK Halle étant relégué en Division 3 Amateur VFV et le FC Pepingen étant promu, via le tour final vers la Division 2 Amateur VFV, c'est le matricule 7741 qui devrait être conservé.

## Fusion Izegem/OMS Ingelmunster
En fin de compétition 2016-2017, le K. FC Izegem (matricule 935) et OMS Ingelmunster (matricule 9441) fusionnent pour former le K. FC Mandel United (matricule 935).